# Over-Exposed
Over-Exposed est un film américain réalisé par Lewis Seiler sorti en 1956.

## Synopsis
Lily Krenshka vient à peine d'arriver en ville, qu'elle se fait arrêter pour avoir travaillé dans une boite de  strip-tease. La police lui dit de prendre le prochain bus pour quitter la ville. Krenshka demande au photographe Max West de ne pas imprimer sa photo d'arrestation. Il lui propose de la rémunérer pour des poses en maillot de bain et, ne négligeant jamais une opportunité, elle apprend auprès de lui l'art de la photographie. Après un certain temps, elle part pour New York pour commencer une nouvelle carrière, changeant son nom en Lila Crane à la suggestion de West.
Une rencontre fortuite avec le journaliste Russ Bassett conduit à une présentation au propriétaire de la discothèque Les Bauer, qui emploie Lila comme « flash girl » pour prendre des photos au club. Un chroniqueur de potins, Roy Carver, propose subrepticement de lui payer 5 $ pour des clichés francs d'invités importants. Elle négocie à 10 $ et accepte. Après que Crane a obtenu une photo d'Horace Sutherland, un avocat connu pour sa clientèle de gangsters, avec sa maîtresse, Crane lui extorque essentiellement un emploi au Club Coco, une nouvelle boîte de nuit chic avec des clients «plus importants». Après avoir flatté la maven de la haute société Mme Payton Grange, une ancienne cliente de West, avec une rare bonne photo, l'exclusivité de Crane lui fait un nom en tant que photographe. Elle devient rapidement connue et bien payée, acquérant ses propres clients et contrats, et résistant à l'offre de Russ Bassett de lui trouver un emploi stable et respectable chez son employeur, l'agence de presse. Elle est tellement occupée qu'elle fait venir West comme assistante. Elle et Bassett développent une relation, mais il n'est pas content de sa quête de gloire et d'argent, apparemment à tout prix. Lila apparaît dans une interview sur KXIW-TV (un indicatif d'appel improbable pour un radiodiffuseur de New York, car tous les indicatifs d'appel de la côte Est commencent par W) Channel 14.
Les choses commencent bientôt à se détériorer. Bassett envisage de partir pour l'Europe après avoir rejeté sa proposition de mariage. Un soir, Grange meurt sur la piste de danse du Club Coco. Une photo que Crane a réussi à prendre de son effondrement est volée par Carver et publiée, souillant Crane avec son patron de club qui la congédie, et la plupart de ses autres clients lui emboîtent le pas.
Crane, désespérée, montre alors à Sutherland une photo incriminante qu'elle avait accidentellement prise au club, de son patron "Backlin" et d'un chef du crime rival qui avait été assassiné plus tard dans la nuit. Elle propose de le vendre à Sutherland pour 25 000 $. Sa tentative de chantage la fait kidnapper par les hommes de main de Backlin. Bassett se rend compte que Crane a des ennuis et se précipite dans son appartement où il désarme l'un des ravisseurs et l'oblige à révéler où elle est détenue. Là, il domine les trois hommes et sauve Crane. Elle révèle Backlin à la police malgré le fait qu'elle pourrait être emprisonnée pour avoir retenu des preuves.
À la sortie du poste de police, Crane renonce à sa carrière pour épouser Bassett.

## Fiche technique
- Titre : Over-Exposed
- Réalisation : Lewis Seiler
- Scénario : James Gunn, Gil Orlovitz, Richard Sale, Mary Loos (en)
- Musique : Mischa Bakaleinikoff
- Directeur de la photographie : Henry Freulich
- Production : Lewis J. Rachmil
- Durée : 80 minutes
- Genre : Drame
- Pays de production :  États-Unis
- Date de sortie :
  - États-Unis : avril 1956

## Distribution
- Cleo Moore : Lily Krenshka / Lila Crane
- Richard Crenna : Russell Bassett
- Isobel Elsom : Mrs. Payton Grange
- Raymond Greenleaf : Max West, Photographer
- Constance Towers : Shirley Thomas
- James O'Rear : Roy Carver
- Donald Randolph : Coco Fields
- Dayton Lummis : Horace Sutherland